# Wohn- und Wirtschaftsgebäude Työrgenstraße 6
Das Wohn- und Wirtschaftsgebäude Työrgenstraße 6 westlich vom Zentrum der niedersächsischen Gemeinde Loxstedt, Ortsteil Stotel, im Landkreis Cuxhaven, stammt aus der zweiten Hälfte des 19. Jahrhunderts. Aktuell (2024) wird es als Wohnhaus und gewerblich oder landwirtschaftlich genutzt.
Das Gebäude steht unter Denkmalschutz (siehe auch Liste der Baudenkmale in Loxstedt).

## Beschreibung
Das eingeschossige giebelständige Wohn- und Wirtschaftsgebäude als Zweiständer-Hallenhaus, Innengerüst erhalten, in Backstein, mit reetgedecktem Satteldach; im Wohnteil mit höherem Krüppelwalm, Grooter Door mit Korbbogen sowie Rundbogenfenstern im Wirtschaftsgiebel und eckigen Fenstern im Wohnteil, wurde um 1860 gebaut. Die Außenwände wurden um 1900 in Backstein erneuert.
Das Landesdenkmalamt befand u. a.: „… Erhaltung besteht aus geschichtlichen und städtebaulichen Gründen ….“